# Juicio de amparo
El denominado juicio de amparo en México, es un medio de control de constitucionalidad de los actos emitidos con motivo del ejercicio de poder previsto por el ordenamiento jurídico mexicano, el cual tiene por objetivo proteger los derechos humanos y derechos fundamentales establecidos en la Constitución, así como en los Tratados Internacionales de los que México sea parte, cuando estos son violados por normas generales, actos u omisiones de autoridad o de particulares señalados en la ley. El juicio de amparo mexicano se encuentra regulado por los artículos 103 y 107 de la Constitución Política de los Estados Unidos Mexicanos y su ley reglamentaria, denominada la ley de amparo.
El juicio de amparo se basa en la idea de limitación del poder dentro de un marco constitucional, de las autoridades gubernamentales, y más recientemente de los particulares cuando sus actos se equiparen a los de la autoridad, protegiendo así los derechos humanos y fundamentales de las personas, garantizando, por ende, la libertad de estas frente al actuar arbitrario. El juicio de amparo resulta ser un mecanismo de protección complejo, hablando técnica y jurídicamente, situación que ha sido duramente criticado por diversos juristas, debido a que el ámbito de protección del Amparo, como instrumento jurídico de protección a los derechos humanos, debe ser amplio y el acceso a este debe ser sencillo para así garantizar el Estado de Derecho.
Además de restituir al particular en los derechos humanos que han sido violados, es de gran importancia la suspensión de la ejecución del acto reclamado, es decir la autoridad encargada de ejecutar deberá de abstenerse de efectuar la realización del acto, si la suspensión fue otorgada.
El juicio de amparo por regla general solo es de conocimiento de jueces federales, es decir aquellos que integran el Poder Judicial de la Federación, tales como Jueces de Distrito, Tribunales Colegiados de Circuito, la Suprema Corte de Justicia de la Nación e incluso los Tribunales Unitarios de Circuito.
De lo anterior vemos que, si bien el juicio de amparo es un medio de control de la constitucionalidad de los actos, la esencia del mismo no es la protección de la totalidad de la Constitución, sino que procura la protección de derechos fundamentales-individuales. Si bien a raíz de la ley de amparo de 2013 se amplía el ámbito de protección del juicio de amparo a derechos colectivos, la esencia de dicho medio de control continúa siendo la protección de los derechos humanos. Por ello es que el juicio de amparo no es el medio de control idóneo para la impugnación de actos de autoridad que transgredan principios constitucionales diversos a los derechos fundamentales.

## Historia
La Península de Yucatán, en su descontento por el régimen centralista enmarcado en la entonces vigente Constitución de 1836, comúnmente conocida como Las Siete Leyes de 1836, amenazó con su intención de separarse de la República mexicana. Con la consiguiente preocupación, se le otorgó la facultad de legislar su propio régimen jurídico, como si se tratase de un Estado federalista dando origen a la Constitución de Yucatán del 31 de marzo de 1841.
Esta constitución tuvo a bien recoger un proyecto en el artículo 53, elaborado por Manuel Crescencio Rejón, que expresaba textualmente: "Corresponde a este tribunal [la Corte Suprema de Justicia] reunido: 1º. Amparar en el goce de sus derechos a los que pidan su protección contra las providencias del Gobernador o Ejecutivo reunido, cuando en ellas se hubiese infringido el Código Fundamental o las leyes, limitándose en ambos casos a reparar el agravio en la parte que procediere".
Así se habló por primera vez en el derecho legislado, del amparo decretado por órganos jurisdiccionales para combatir agravios contra las garantías individuales, en el proyecto de Rejón y en la Constitución yucateca de 1841.
Tiempo después este juicio se plasmó con la colaboración de Mariano Otero en el congreso constituyente, sobre el artículo 25 del Acta constitutiva y de reformas de 1847, con lo que se estableció el juicio de amparo a nivel federal, para después plasmarse en la Constitución Federal de los Estados Unidos Mexicanos de 1857, este juicio es reglamentado finalmente en la "Ley Orgánica Constitucional sobre el Juicio de Amparo" de 20 de enero de 1869, siendo ésta una aportación de México al Mundo; y, 60 años más tarde en la Constitución Política de los Estados Unidos Mexicanos de 1917, actualmente vigente en el país, a través de la nueva Ley de Amparo, publicada en el Diario Oficial de la Federación el 2 de abril de 2013 y la cual es reglamentaria de los Artículos 103 y 107 constitucionales.
Hoy hace 145 años entró en vigor la ley de amparo la cual, hasta la actualidad representa un fundamento en la impartición de justicia en México. El 20 de enero de 1869, el entonces presidente, Benito Juárez proclamó dicha ley.
El Juicio de Amparo es el principal instrumento de defensa de los derechos que las personas tienen para protegerse de los actos de autoridad. Existen dos tipos de amparo: directo e indirecto.
El amparo directo es el que interpone en contra de alguna acción realizada por una autoridad; el indirecto es el que se interpone cuando se considera inconstitucional una ley.
La última reforma a dicha ley se realizó el 1 de abril de 2013; los beneficios de dicha modificación son:
- Se amplía la esfera de protección a los derechos.
- Se eleva la eficiencia de la justicia mexicana.
- Se fortalece el Poder Judicial de la Federación, principalmente a la Suprema Corte de Justicia de la Nación.
Las situaciones en las que se aplica la ley de Juicio de Amparo son las siguientes:
- Cuando se consideren violaciones a derechos constitucionales o a derechos establecidos en tratados internacionales.
- Se puede interponer un juicio de amparo cuando las autoridades transgreden las garantías individuales y cuando no actúan para la protección de las mismas.
- La ley de juicio de amparo aplica también para la protección de intereses colectivos, de organizaciones, y no solo para individuales.

## Características
De conformidad con el artículo 133 de la Constitución Política de los Estados Unidos Mexicanos, ésta conjuntamente con los tratados internacionales son la "Ley suprema de toda Unión" y deben de prevalecer sobre cualquiera otra ley y sus disposiciones referentes a los derechos fundamentales,  deben ser norma limitativa de la actuación de todas las autoridades, porque tales derechos son base imprescindible de la convivencia social y, en consecuencia, su efectividad práctica debe ser reconocida y aplicada por los órganos gubernativos a fin de que sus actividades se desarrollen sin violación de ninguno de los derechos fundamentales. No obstante lo anterior, las violaciones a tales principios y derechos constitucionales son inevitables, situación por la cual desde el año de 1840, en la Constitución de la República de Yucatán, se creó el juicio de amparo.
El juicio de amparo es un medio de control constitucional a posteriori del sistema jurídico mexicano al igual que la acción de inconstitucionalidad y la controversia constitucional. A diferencia de estos dos últimos, el juicio de amparo es promovido por cualquier particular que considere que sus derechos humanos han sido violentados por normas generales, actos de autoridad o de particulares señalados en la ley. Por ello es que se considera que el juicio de amparo es un control concreto de la constitucionalidad, pues verifica la regularidad constitucional de un acto en particular emitido en una situación en particular. 
Los efectos generados por virtud de una sentencia de amparo son inter partes, lo cual es razonable al considerarse que el juicio de amparo no busca la protección de la totalidad de los principios constitucionales, sino que únicamente analiza la violación a derechos fundamentales de un acto de autoridad en concreto. Es por esto que no es factible otorgar efectos generales a una resolución de amparo, pues el análisis de regularidad constitucional se constriñe a un supuesto en específico, por lo que no es dable generalizar el análisis hecho de un supuesto en particular.
Este juicio de amparo se extiende a un minucioso control de la constitucionalidad y legalidad, el cual tiene la finalidad de evitar que los actos de autoridades contravengan lo previsto por la constitución (control de constitucionalidad) o las leyes que rigen en nuestra nación (control de legalidad), limitándose a amparar a los afectados (quejosos) o no contra el acto de autoridad que estimaron violatorio de sus derechos fundamentales. Cabe destacar que el amparo se ha extendido de ser una herramienta de control constitucional a ser también un juicio de control de legalidad toda vez que es un derecho fundamental reconocido por la Constitución que las autoridades realicen una correcta aplicación de la ley.
El referido medio de protección constitucional es un procedimiento judicial propiamente dicho y entraña una verdadera contención entre la persona agraviada que lo promueve y la autoridad que dicho promovente considera que ha afectado o trata de afectar sus derechos garantizados en la Constitución, situación de derecho que se explica mejor de la siguiente manera:
- El agraviado o "quejoso" asume el papel de actor en la controversia y la autoridad designada como responsable interviene como demandada;
- La materia de la controversia es el acto concreto o la omisión de autoridad que el interesado considera lesivo de sus derechos fundamentales;
- La decisión incumbe a los tribunales judiciales federales.

El juicio de amparo se rige, según la doctrina, la constitución y la ley, por los siguientes principios:
- Principio de instancia de parte
- Principio de agravio personal y directo
- Principio de definitividad
- Principio de estricto derecho
- Principio de relatividad de las sentencias de amparo

Tales principios son los más importantes que deben observarse la tramitación de un juicio de amparo, es importante recordar que los principios previamente señalados no son absolutos y aceptan ciertas excepciones. Cabe destacar que ni la constitución ni la ley señalan expresamente los principios que rigen al amparo, sino que la denominación de los mismos han sido otorgados por la doctrina; sin embargo, ambos cuerpos normativos recogen tales principios al momento de reglamentar al juicio de amparo.

### Principio de instancia de parte agraviada
El principio de instancia de parte agraviada se refiere a que el juicio de amparo solamente podrá ser promovido por aquella persona que siente agraviada por el acto reclamado. Es decir, si un determinado acto de una autoridad afecta los derechos fundamentales de una determinada persona, solo esa persona podrá acudir al juicio de amparo para el efecto de impugnarlo, siendo improcedente el amparo que sea promovido por una persona diversa. Esto excluye la posibilidad que el juicio de amparo inicie de oficio.
De igual forma, el principio de instancia de parte impone al quejoso la carga de dar impulso procesal al juicio de amparo que haya interpuesto, pues solo él es quien se encuentra interesado en salvaguardar sus derechos fundamentales. Una excepción a esta característica sería cuando el quejoso se encuentre en uno de los supuestos de suplencia de la queja, en los que el Juez de Amparo se encuentra constreñido a recabar, incluso de oficio, pruebas que demuestren la procedencia de la acción constitucional ejercida por el quejoso.
De la mano del presente principio va el de relatividad de las sentencias de amparo, pues la sentencia que pudiere llegarse a dictar dentro de un juicio de amparo solamente podrá afectar o beneficiar a la persona que haya pedido el amparo, es decir, a quien lo promovió. 

### Principio de agravio personal y directo
Este principio impone que quien promueve el juicio de amparo debe ser aquella persona que, en su concepto, sufre la violación a sus derechos fundamentales por el acto de autoridad que impugna. De aquí se desprende la existencia de dos conceptos un agravio, o perjuicio, que deriva en la existencia del interés jurídico o legítimo, según sea el caso; es decir, el acto de autoridad que se estima violatorio de derechos fundamentales de una determinada persona debe de incidir directamente (interés jurídico) o indirectamente (interés legítimo) en su esfera jurídica y perjudicar un derecho que se encuentra jurídicamente tutelado.
Una excepción al presente principio sería cuando nos encontramos ante alguno de los actos que se encuentran prohibidos por el artículo 22 constitucional, exista peligro de deportación, incorporación forzosa a las fuerzas armadas, destierro o el quejoso ha sido incomunicado, ya que ante tales supuestos un tercero, incluyendo menores de edad, pueden iniciar el juicio de amparo correspondiente. No obstante lo anterior, el quejoso se encontrará obligado a ratificar la demanda interpuesta por el tercero.

### Principio de definitividad
El juicio de amparo es un medio de impugnación extraordinario, de lo cual se deriva que el quejoso, previo a promover el juicio de amparo, se encuentra obligado a agotar todos los medios ordinarios de defensas que existan contra el acto que se estima violatorio de derechos fundamentales. En otras palabras, el acto que sea impugnado en el amparo debe ser definitivo.
Existe un gran número de excepciones al anterior principio, siendo ellos los siguientes:
- I. Los que afectan a personas extrañas al juicio o al procedimiento del cual emanan;
- II. Los que dentro de un juicio, su ejecución sea de imposible reparación;
- III. Los administrativos respecto de los cuales, la ley que los rige, exija mayores requisitos que los que prevé la Ley de Amparo, para suspender su ejecución;
- IV. Los que importen una violación a las garantías consagradas en los artículos 16, en materia penal, 19 y 20 de la Constitución Federal;
- V. Leyes, cuando se impugnan con motivo del primer acto de aplicación, supuesto en el cual es factible analizar las violaciones de legalidad respecto del acto concreto de aplicación;
- VI. Los que importen peligro de la privación de la vida, deportación o destierro o cualquiera de los prohibidos por el artículo 22 constitucional;
- VII. Actos o resoluciones respecto de los cuales, la ley que los rige no prevé la suspensión de su ejecución con la interposición de los recursos o medios de defensa ordinarios que proceden en su contra;
- VIII. Los que carezcan de fundamentación;
- IX. Aquellos en los que únicamente se reclamen violaciones directas a la Constitución Federal, como lo es la garantía de audiencia; y
- X. Aquellos respecto de los cuales los recursos ordinarios o medios de defensa legales, por virtud de los cuales se puede modificar, revocar o nulificar el acto reclamado, se encuentran previstos en un reglamento, y en la ley que este regula no se contempla su existencia.

### Principio de estricto derecho
El principio de estricto derecho impone que el juez de amparo se encuentra constreñido a analizar el acto reclamado a la luz de los conceptos de violación hechos valer por el quejoso, es decir, el quejoso tiene la obligación de hacer valer todos aquellos argumentos que estime necesarios para demostrar la inconstitucionalidad del acto reclamado. La excepción al presente principio es la suplencia de la queja, la cual consiste en que el juzgador de amparo se encontrará obligado a estudiar el acto reclamado y, en su caso, declarar su inconstitucionalidad con independencia de los argumentos que hubieren sido vertidos por el quejoso.
Los supuestos que dan lugar a la suplencia de la queja se presentan cuando se reclaman leyes declaradas inconstitucionales o su aplicación, en materia penal, a favor del reo, en materia agraria, en materia laboral, a favor del trabajador, a favor de menores e incapaces y en otras materias, cuando haya habido una violación manifiesta de la ley.

### Principio de relatividad de las sentencias de amparo
También conocido como "La Fórmula Otero", el principio de relatividad es una consecuencia del principio de agravio personal y directo, puesto que las sentencias de amparo solo podrán beneficiar al quejoso que hubiere promovido el amparo correspondiente, incluyendo a los juicios de amparo en los que se hubiere declarado la inconstitucionalidad de una ley. Es decir, aunque una ley hubiere sido declarada inconstitucional por virtud de un juicio de amparo, tal declaratoria solo podrá beneficiar al quejoso que hubiere promovido el referido juicio.
Lo anterior radica en el hecho que el juicio de amparo es un medio de control de la constitucionalidad de actos concretos, por lo que el análisis que el mismo impone es singular y respecto de un solo supuesto, por lo que no es factible otorgarle efectos generales a una sentencia de amparo que, como se ha dicho, analizó un solo supuesto de aplicación de un acto de autoridad.

## Juicio de amparo indirecto
El juicio de amparo indirecto, por su forma y por su contenido es propiamente un juicio. En lo formal, se inicia ante un juez de distrito, con una demanda, que debe plantear una verdadera controversia sobre la constitucionalidad del acto de que se trate, señalando el nombre del particular que impugna el acto, que es denominado quejoso, la autoridad responsable, que es la que emitió el acto reclamado, las garantías que se consideran violadas y los argumentos que demuestren la violación a las garantías individuales, denominados conceptos de agravio.
Conforme al artículo 107 de la Ley de Amparo, procede contra los siguientes tipos de actos de autoridad (sean federales, estatales o municipales):
1. Leyes, tratados internacionales, reglamentos y en general contra cualquier norma de observancia general y abstracta;
2. Contra actos emitidos dentro de un juicio, que afecten de manera irreparable derechos sustantivos del gobernado (es decir, derechos como la vida, la libertad personal, el patrimonio, de manera que la violación no se repare ni con una sentencia favorable en el juicio en que se emitió el acto reclamado);
3. Contra actos emitidos fuera de juicio o después de concluido, incluyendo actos para ejecutar una sentencia (con la limitante de que solo procederá contra la última resolución dictada en el procedimiento de ejecución);
4. Contra actos que afecten a terceros extraños a un juicio (tanto quienes no son parte en él como lo que siendo parte no fueron debidamente citados);
5. Contra actos que no procedan de autoridades judiciales, administrativos o del trabajo.

El plazo genérico para intentar una demanda de amparo indirecto, es de quince días hábiles contados a partir de que se tenga al gobernado como notificado del acto, según la ley que rija el acto respectivo. Hay salvedades como el caso del amparo contra leyes, en el que el plazo es de treinta días hábiles a partir de que la ley entra en vigor (tratándose de leyes autoaplicativas, que son las que por su sola entrada en vigor causan perjuicio al gobernado), o bien de quince días a partir del primer acto de aplicación (tratándose de las leyes heteroaplicativas que por su sola vigencia no causan perjuicio sino hasta que se produzca el primer acto de aplicación de la ley). O bien, los casos del amparo en materia penal, en el que la demanda se puede interponer en cualquier tiempo, y de los quejosos que estuvieron ausentes del lugar en que se realizó el juicio, y que, si estuvieron dentro de la República, cuentan con 60 días hábiles para proponer el amparo, o 90 días si estuvieron fuera del país.
El juez de distrito recibirá la demanda de amparo indirecto, sobre la cual resolverá su admisión, desechamiento o prevención. El primero de los casos implica que el juez tendrá por admitida la demanda, para lo cual señalará una fecha y hora para la celebración de la audiencia constitucional y otorgará a las autoridades responsables del acto un plazo de cinco días hábiles contados a partir de que sean notificados del acuerdo admisorio para que envíen su informe justificado; término que podrá ser prorrogable a consideración del Juez según la importancia del caso. Tratándose de leyes declaradas inconstitucionales por la Jurisprudencia de la Suprema Corte de Justicia y en asuntos penales el término será sólo de tres días improrrogables. Si es admitida la demanda, el juez de distrito también se pronunciará sobre las pruebas que hayan sido ofrecidas, las personas autorizadas para promover en el juicio, quienes deberán ser abogados, las personas que podrán revisar el expediente judicial, oír y recibir notificaciones relativas al juicio, las cuales no necesariamente tendrán que ser licenciados en Derecho, y el domicilio para recibir notificaciones.
Para que un juez de distrito deseche de plano la demanda de amparo indirecto, necesariamente tendrá que ser notoria, manifiesta e indubitable alguna causa de improcedencia del juicio de amparo. Al respecto, la Suprema Corte de Justicia de la Nación y Tribunales Colegiados de Circuito se han pronunciado mediante tesis de jurisprudencia que las causales de improcedencia o sobreseimiento deberán ser patentes y no podrán inferirse o presumirse. En caso de que una demanda de amparo indirecto sea desechada de plano, el particular o quejoso podrá interponer un recurso de revisión, el cual será remitido a un Tribunal Colegiado de Circuito para su resolución.
El tercer supuesto que puede tener lugar, es que el juez de distrito prevenga al quejoso. La prevención puede ser el resultado de alguna de las siguientes causas: i) que el juez de distrito estime que la demanda no es clara o que los hechos son contradictorios, ii) que se cumplan con los requisitos omitidos; y iii) que no se hayan acompañado copias suficientes para correr traslado a las partes (autoridades responsables y terceros perjudicados) y al ministerio público. Cualquiera que sea el supuesto, la prevención debe ser notificada de manera personal en el domicilio que haya señalado el quejoso. Cabe mencionar que el escrito del desahogo de la prevención deberá ser firmado por el quejoso y no por un abogado autorizado, y, además, deberá acompañar copias del escrito para cada una de las partes y el ministerio público.
Si el quejoso no cumple con lo requerido en el plazo otorgado para ello o no cumpliendo con la forma en que debe ser desahogado el requerimiento, el juez tendrá por no presentada la demanda. Al igual que en el supuesto del desechamiento de plano, el quejoso podrá interponer un recurso de revisión, el cual será remitido a un Tribunal Colegiado de Circuito para su resolución
En el supuesto de que la demanda de amparo indirecto sea admitida, el quejoso tendrá hasta la fecha y hora de la audiencia constitucional para ofrecer las pruebas que estime pertinentes para acreditar:
- i) La existencia del acto reclamado, y;

- ii) La inconstitucionalidad del mismo.

Cabe señalar que el ofrecimiento de las pruebas pericial, de inspección judicial o testimonial tienen reglas especiales para su ofrecimiento, pues a diferencia de las documentales, este tipo de pruebas deben ser ofrecidas con cinco días hábiles de anticipación a la audiencia, sin contar el día del ofrecimiento y el de la audiencia. Una vez que las autoridades responsables son notificadas de la demanda de amparo, deben formular un informe justificado con los fundamentos, razones y antecedentes que dieron lugar al acto reclamado que se les atribuye. En el informe justificado, las autoridades responsable también podrán ofrecer las pruebas que estimen pertinentes para justificar la legalidad o constitucionalidad de su acto.
Las partes, tanto el quejoso y las autoridades responsables, podrán ofrecer las pruebas que estimen necesarias y formular sus alegatos hasta antes de la audiencia constitucional o durante la celebración de la misma. Dependiendo del caso, el juez podrá diferir la audiencia constitucional para señalar una nueva fecha y hora, por diversas razones, como las siguientes: i) que el informe justificado no haya sido ofrecido con ocho días hábiles de anticipación a la audiencia, ii) que la prueba pericial o inspección judicial no haya sido desahogada; y iii) que el juez requiera diversas pruebas a las partes para mejor proveer.
Una vez celebrada la audiencia, el juez de distrito puede dictar sentencia en la misma audiencia o dictarla con posterioridad a la misma. Si el juez dicta sentencia en la misma audiencia, el quejoso no será notificado personalmente de la sentencia, sino que únicamente será notificado por lista. En cambio, si se dicta en fecha posterior a la celebración de la audiencia, el juez de distrito deberá notificar personalmente al quejoso.
La sentencia de amparo podrá ser dictada en tres sentidos: i) conceder el amparo, otorgar protección al quejoso contra el acto reclamado, ii) negar el amparo, que significa que la inconstitucionalidad del acto reclamado no fue demostrada, y iii) sobreseer el juicio, que significa que el juez advirtió que se actualiza alguna causal de improcedencia o sobreseimiento del juicio.
Es importante señalar que el juicio de amparo indirecto no es un recurso, porque en lo formal, su planteamiento y su tramitación se realizan ante autoridad distinta de la que ordenó el acto que se estima ilegal, y que salvo el caso del artículo 37 de la Ley reglamentaria, tampoco es su superior jerárquico; y en lo sustancial, conduce específicamente a una definición sobre la constitucionalidad del acto reclamado, pero sin confirmarlo ni revocarlo; en tanto que los recursos se proponen ante la misma autoridad que dictó la resolución objetada, o ante su superior jerárquico, y el resultado consiste en confirmar dicha resolución o en sustituirla total o parcialmente por otra.
El juez de amparo nunca sustituye a la autoridad responsable del conocimiento directo, ni en los trámites, ni en el fondo, del asunto en que se produjo el acto reclamado, conocimiento de que sí conserva la autoridad que ordenó dicho acto, cuando le compete el recurso interpuesto, o lo asume total o parcialmente su superior jerárquico, si el recurso es de grado, cuando el amparo es concedido, la autoridad responsable debe volver a ejercer sus atribuciones propias en una nueva resolución que se ajuste a la decisión del juez constitucional; en tanto que en los recursos, cuando proceden, su resolución sustituye lisa y llanamente, sin más a la recurrida, salvo ciertos casos excepcionales, como cuando el recurso conduce a la reposición del procedimiento, y otros. Ni siquiera cuando el amparo se intenta ante el superior de la autoridad judicial a quien se atribuye una violación de garantías, en los casos que especifica el artículo 37 de la ley de la materia, constituye un recurso, porque dicho superior no resuelve en grado, o sea, en segunda instancia, sino precisamente como juez de distrito sustituido, y por tanto con las mismas calidades y efectos que este.
La sentencia que conceda el amparo dejará sin efecto alguno el acto de autoridad declarado inconstitucional, y ordenará a la autoridad responsable que vuelva las cosas al estado que guardaban antes de interponerse la demanda, ya sea invalidando de plano el acto lesivo y dictando en su lugar otro que se apegue a las garantías violadas, ya sea para que la autoridad obre en el sentido en que omitió hacerlo. Todo con el propósito de restituir al quejoso en el goce de la garantía violada. Las sentencias que niegan el amparo o sobreseen el juicio, dejan subsistente e intocado el acto con todos sus efectos, por lo que la autoridad puede ejecutarlo.

### Suspensión del acto reclamado
Una institución de suma importancia en el trámite del amparo indirecto es la suspensión del acto reclamado. Mediante ésta, a solicitud del quejoso o bien de oficio, el juez de Distrito ordena a la responsable mantener las cosas en el estado que guardaban al interponerse la demanda, con el propósito de que se preserve la materia del juicio y el acto no quede irreparablemente consumado durante la tramitación del juicio de amparo en lo que atañe al fondo. 
La suspensión que se solicite puede ser otorgada de oficio o a petición de parte. Las situaciones jurídicas que son requeridas para que un juez conceda una u otro tipo de suspensiones son distintas, situación por la cual será necesario hacer un estudio minucioso por separado de cada una de estas.

#### Suspensión de oficio y de plano
La suspensión del acto reclamado se otorgará de oficio y de plano únicamente en los casos previstos por el artículo 126 de la Ley de Amparo, siendo estos cuando el acto reclamado importe peligro de privación de la vida, ataques a la libertad personal fuera de procedimiento, incomunicación, deportación o expulsión, proscripción o destierro, extradición, desaparición forzada de personas o alguno de los prohibidos por el artículo 22 de la Constitución Política de los Estados Unidos Mexicanos, así como la incorporación forzosa al Ejército, Armada o Fuerza Aérea nacionales. Es igualmente procedente la suspensión de oficio y de plano en contra de cualquier acto que, por su trascendencia, sea equiparable a los anteriormente señalados.
Aunado a los casos ya establecidos, la suspensión se deberá otorgar de oficio y de plano cuando se trate de actos que tengan o puedan tener por efecto privar total o parcialmente, en forma temporal o definitiva, de la propiedad, posesión o disfrute de sus derechos agrarios a los núcleos de población ejidal o comunal.
Es el caso que, de acuerdo al propio artículo 126 de la Ley de Amparo, el juez resolverá sobre la suspensión de plano en el auto que admita la demanda de amparo, esto en el cuaderno principal del juicio de amparo correspondiente. Ahora bien, se ha especulado por parte de tribunales federales la posibilidad de otorgar la suspensión de oficio y de plano aun cuando se hubiere mandado requerir al quejoso —previo a que sea admitida la demanda—, lo anterior toda vez que, de acuerdo al criterio correspondiente, si los actos reclamados tienen una naturaleza relevante en cuanto a su trascendencia, entonces se hace procedente que la suspensión sea otorgada a pesar de no haber sido admitida la demanda correspondiente, equiparándose esto a la excepción prevista en los artículos 15 y 48 de la Ley de Amparo, misma que permite que en casos urgentes las autoridades jurisdiccionales del fuero común reciban la demanda de amparo y, sin admitirla, resuelvan sobre la suspensión solicitada.

#### Suspensión de oficio
Existen otro par de casos por virtud de cual el juez de Distrito deberá abrir el incidente de suspensión de manera oficiosa, es decir, a pesar de no haber sido solicitado por el quejoso, hipótesis que se encuentran previstas por el artículo 127 de la Ley de Amparo. Estos casos son cuando los actos sean relativos a la extradición del quejoso o siempre que se trate de algún acto que, si llegare a consumarse, haría físicamente imposible restituir al quejoso en el goce del derecho reclamado.
Es de destacarse que la ley menciona que la suspensión que se tramite de acuerdo al supuesto previamente señalado se sujetará a las reglas de la suspensión a instancia de parte. En otras palabras, la suspensión se otorgará solo si con esta no se afecta ni el interés social ni el orden público y siempre que se acredite el peligro en la demora y la apariencia del buen derecho.

#### Suspensión a instancia de parte
De acuerdo al artículo 128 de la Ley de Amparo, la suspensión a instancia de parte es aquella que, para el efecto de que sea otorgada, requiere que el quejoso la solicite expresamente en su demanda de amparo, que con la suspensión no se sigan perjuicios al interés social ni se infrinjan disposiciones del orden público y que con la ejecución del acto se cause una afectación de imposible reparación al quejoso.
La solicitud de suspensión dará lugar a que el juez la conceda o niegue, en un primer momento con carácter provisional, ello tomando como cierto únicamente lo que hubiere sido narrado por el quejoso en su demanda de amparo, pero sin dejar de considerar la apariencia del buen derecho y el peligro en la demora. Dentro del mismo acuerdo en el que se resuelva sobre la suspensión provisional, el juez señalará una fecha para la celebración de la audiencia incidental (audiencia en la que se decidirá si la suspensión se levanta o bien se concede de forma definitiva hasta el final del juicio) y solicitará a las autoridades responsables sus informes previos (que versarán sólo sobre la aceptación o negativa de la existencia del acto reclamado), dando también oportunidad al quejoso para que en esa audiencia pruebe lo siguiente:
- La existencia del acto reclamado.

- La existencia de un acto de ejecución derivado del acto reclamado.

- Que el referido acto de ejecución es susceptible de ser suspendido —no haya sido ejecutado el acto—.

- La probable inconstitucionalidad del acto reclamado —de manera indiciaria/apariencia del buen derecho—.

- La afectación irreparable que sufrirá el quejoso en caso de no verse suspendida la ejecución del acto —peligro en la demora—.

La suspensión definitiva puede modificarse mediante el trámite de un incidente específico, si en el mismo se prueba que cambiaron las circunstancias de hecho que justificaron la concesión o negativa de la suspensión definitiva. 
Cabe destacar que solo son susceptibles de suspensión los actos que involucran ejecución material y no así los de tipo negativo o meramente declarativos. Además, para que una suspensión provisional o definitiva siga surtiendo efectos una vez concedida, se exige que el quejoso garantice (por depósito, fianza, prenda, hipoteca o fideicomiso), los daños y perjuicios que se podrían causar con la suspensión al tercero perjudicado, si éste existe y si el quejoso no obtiene al final sentencia favorable en el amparo. El tercero perjudicado, si la naturaleza del acto lo permite (es decir, si por ejecutarse el acto no queda consumado de manera irreparable), puede a su vez otorgar contragarantía para obtener la ejecución del acto no obstante la orden de suspensión, contragarantía que se aplicará en beneficio del quejoso, si finalmente se concede el amparo. La suspensión dejará de surtir sus efectos: si es provisional, una vez que se resuelva negarla en definitiva; si es definitiva, una vez que se dicte sentencia negando el amparo, o; si concedida provisional o definitivamente, el quejoso no exhibe la garantía requerida respecto a los posibles daños y perjuicios para el tercero perjudicado, pues en tal caso, la responsable queda en posibilidad de ejecutar el acto en tanto no se exhiba la garantía.

### Declaratoria general de inconstitucionalidad.
La declaratoria general de inconstitucionalidad es un medio de control de la constitucionalidad de normas generales por sí mismo, independiente del juicio de amparo. Este es un mecanismo de control directo de la constitucionalidad; es decir, ésta figura tiene por efecto que el Tribunal Pleno de la Suprema Corte de Justicia de la Unión haga un análisis en abstracto de la constitucionalidad de una norma general y, así, determine su invalidez si se reúnen por lo menos 8 votos de los ministros integrantes –tal como acontece en la acción de inconstitucionalidad-. Así, de determinarse la invalidez de una norma general mediante la declaratoria general, el efecto será privar de vigencia –no así derogar- la norma declarada inconstitucional.
La declaratoria general de inconstitucionalidad no le otorga efectos generales a los juicios de amparo indirectos en revisión en los que se ha determinado la inconstitucionalidad de una norma general, sino que es un medio de control de la constitucionalidad de normas totalmente independiente del juicio de amparo. Ahora, es cierto también que se condiciona el ejercicio de este mecanismo a que existan juicios de amparo resueltos con anterioridad, tal como se verá adelante, mas ello no quiere decir que la declaratoria de marras otorgará efectos erga omnes a lo determinado dentro de un juicio de amparo. 
Ley de Amparo regula dentro de su capítulo correspondiente para la declaratoria general de inconstitucionalidad dos supuestos distintos, de los cuales solo uno de ellos puede derivar en una declaratoria general, a saber:
- 1. Cuando el Pleno y las Salas de la Suprema Corte resuelvan la inconstitucionalidad de una norma general al resolver por dos ocasiones un amparo indirecto en revisión.

En este caso en particular, el presidente de la Sala o de la Suprema Corte, según sea el caso, informará a la autoridad emisora de la norma sobre el resultado de las resoluciones emitidas; no obstante, esta figura es letra muerta, pues no se establece para efectos de qué se hace dicha notificación ni qué pasa si la autoridad emisora es omisa en modificar de modo alguno la norma declarada inconstitucional. 
De este modo demostramos que es impreciso que esta facultad de notificación por parte de la Corte sea regulada en el capítulo de la Ley de Amparo relativa a la declaratoria general de inconstitucionalidad, pues la misma no tiene por efecto analizar en abstracto y determinar con efectos erga omnes la inconstitucionalidad de una norma general.
- 2. Cuando el Pleno o las Salas del Máximo Tribunal o los Tribunales Colegiados establezcan jurisprudencia por reiteración en tal sentido al resolver sobre la inconstitucionalidad de normas en amparo indirecto en revisión, supuestos que dan origen a la procedencia de la declaratoria general de inconstitucionalidad en los términos que se señalarán a continuación.

En esto es conveniente aclarar que la jurisprudencia que sea emitida, ya sea por el Alto Tribunal o dentro de un Circuito, necesariamente debe derivarse de amparos indirectos en revisión. Es decir, no es factible obtener una declaratoria de ésta índole al resolverse ante un juez de Distrito un amparo indirecto o cuando un Tribunal Colegiado e, inclusive, la Suprema Corte, resuelva sobre amparos directos o, en su caso, el recurso de revisión sobre estos últimos. Cabe destacar que, para la procedencia de la declaratoria general de inconstitucionalidad, el artículo 107, fracción II, tercer párrafo, de la Constitución General establece con claridad que el único tipo de jurisprudencia que podrá ser tomada en consideración para el efecto de la procedencia de la declaratoria general, es aquella conformada por reiteración.
Continuando en el análisis de la figura de la declaratoria general de inconstitucionalidad, vemos que ésta solo podrá ser efectuada por el Pleno de la Suprema Corte siempre que se hubieren satisfecho dos requisitos; el primero de ellos consiste en la existencia de la jurisprudencia en los términos establecidos por el artículo 232 de la Ley de Amparo tratándose de las Salas y el Pleno de la Corte, así como en términos del arábigo 233 de la ley en comento tratándose de Tribunales Colegiados y el Pleno de Circuito correspondiente cuando estos lo hubieren solicitado a la Corte.
Agotado lo anterior, el segundo requisito para la procedencia del ejercicio de la declaratoria general de inconstitucionalidad, es que el Pleno de la Corte hubiere notificado al órgano emisor de la norma y éste no hubiere procedido a la modificación o derogación de la misma dentro del término de 90 días naturales, ello en términos del segundo párrafo del artículo 232 de la Ley de Amparo.
En relación con lo anterior, debemos tomar en cuenta que, para efectos de la procedencia de la notificación “preliminar” de los 90 días, no es necesario mayor trámite ante la Suprema Corte, sino que es suficiente la mera existencia de la jurisprudencia que declare la inconstitucionalidad de un precepto legal.
Así, una vez agotados los pasos señalados en los anteriores incisos, el Pleno del Máximo Tribunal deberá determinar si se declara la inconstitucionalidad de la norma correspondiente con efectos generales. Es hasta aquí cuando se ejerce la facultad de control en abstracto de la norma cuestionada, lo es en abstracto toda vez que, a diferencia del juicio de amparo, no se estudia a la luz de un acto concreto de aplicación, sino que se efectúa un análisis en abstracto de la norma.

## Juicio de amparo directo
El juicio de amparo directo tiene como finalidad la revisión de la legalidad y/o constitucionalidad de una sentencia dictada por un tribunal ordinario. No obstante, este tipo de juicio no sólo procede contra sentencias definitivas, sino también, contra resoluciones que sin ser sentencias o laudos, pongan fin a un juicio. En este juicio de amparo directo, se pueden reclamar también, violaciones cometidas en el curso del juicio, que, habiendo sido impugnadas sin éxito en el curso del mismo juicio y en la apelación en su caso, afecten las defensas del quejoso y propicien un fallo desfavorable. La sentencia que se impugna a través de un juicio de amparo directo debe ser la litis principal de juicio, por lo que las sentencias interlocutorias no podrán ser impugnadas a través de juicio de amparo directo. Sin embargo, las sentencias interlocutorias, una vez agotados los recursos ordinarios, podrán ser impugnadas a través de un juicio de amparo indirecto.
Como su nombre lo indica, la demanda de amparo directo se interpone directamente ante el tribunal que dictó la sentencia. A diferencia del juicio de amparo indirecto, el amparo directo es resuelto por un tribunal colegiado de circuito.
Al igual que el amparo indirecto, el tribunal colegiado podrá admitir, desechar o prevenir sobre la demanda de garantías. Sin embargo, a diferencia del juicio de amparo indirecto, el juicio de amparo directo no tiene una etapa probatoria, por lo que no existe audiencia constitucional.
En el juicio de amparo directo, el tribunal que dictó la sentencia que se impugna tiene la calidad de autoridad responsable, por lo que cuando envíe el expediente judicial con la demanda de amparo al tribunal colegiado también deberá acompañar un informe con justificación. Aunque en este caso el informe no es extenso, pues el propio acto reclamado, es decir, la sentencia, expresa los razonamientos y antecedentes mismos que pudieran ser pertinentes para el juicio.
La sentencia de amparo podrá ser dictada en tres sentidos: 1) conceder el amparo, otorgar protección al quejoso contra el acto reclamado, 2) negar el amparo, que significa que la inconstitucionalidad del acto reclamado no fue demostrada, y 3) sobreseer en el juicio, que significa que el juez advirtió que se actualiza alguna causal de improcedencia o sobreseimiento del juicio.
En el supuesto de que el tribunal colegiado otorgue el amparo, el tribunal que dictó la sentencia reclamada deberá dictar una nueva sentencia siguiendo los lineamientos señalados por el tribunal colegiado en su sentencia o, en su caso, reponer el procedimiento si así fue ordenado.
Al igual que en el juicio de amparo indirecto, la sentencia dictada en un juicio de amparo directo puede ser impugnada a través de un recurso de revisión. Sin embargo, la procedencia de este recurso está seriamente limitada, por lo que se le ha denominaado revisión extraordinaria. Algunos de los requisitos de dicha revisión es que existan cuestiones de constitucionalidad pendientes por resolver o que no se hayan resuelto adecuadamente y que el tema de constitucionalidad sea trascendental.
A pesar de que el juicio de amparo directo se ocupa de la revisión de una sentencia, no es un recurso, por lo que no puede considerarse como una instancia adicional. En este sentido se ha pronunciado la Suprema Corte de Justicia de la Nación a través de jurisprudencia.
Sin embargo, en los asuntos contenciosos el juicio de amparo tiene prácticamente el mismo efecto que un recurso final, puesto que de hecho se traduce en la confirmación, en la modificación o en la revocación de la resolución reclamada, con las consecuencias procesales o sustanciales que en cada caso procedan; pero esa identidad de resultados no justifica que en tales casos el juicio de amparo sea calificado o considerado como recurso, porque siempre subsisten las diferencias técnicas antes puntualizadas, tanto más en la revocación resultante del amparo concedido, en principio deja a la autoridad responsable en libertad de decidir en una nueva resolución lo que estime procedente, con la única taxativa de no insistir, ni abierta, ni encubiertamente, en la decisión que motivó el amparo.

## Recursos
Para el efecto de impugnar las determinaciones de fondo emitidas por los tribunales de amparo —a excepción de aquellas tomadas por la Suprema Corte—, así como para impugnar las determinaciones de trámite, la Ley de Amparo prevé una serie de recursos tendientes a combatir las violación a la Ley de Amparo en las que hubiere incurrido el órgano correspondiente.

### Recurso de revisión
En caso de que el quejoso o las autoridades responsables —en sus respectivos casos de procedencia— consideren ilegal la sentencia emitida por el juez de Distrito o magistrado de un Tribunal Unitario tratándose de juicios de amparo indirecto o por un Tribunal Colegiado tratándose del juicio de amparo directo, podrán recurrirla mediante un recurso de revisión. Dicho recurso se interpone ante el propio órgano jurisdiccional correspondiente en un plazo de 10 días hábiles posteriores a la notificación de la sentencia.
El recurso de revisión interpuesto en contra de una resolución de amparo indirecto es remitido a un tribunal colegiado de circuito. El tribunal colegiado podrá resolver el fondo del asunto o únicamente pronunciarse sobre la procedencia del juicio de amparo en caso de que se impugne un sobreseimiento. Para que el tribunal colegiado se pronuncie sobre el fondo del asunto, es decir, la constitucionalidad del acto reclamado, debe darse cualquiera de las siguientes hipótesis: i) que el acto reclamado sea una ley estatal o reglamento estatal, ii) que sea una circular o acto administrativo de observancia general, iii) que el acto reclamado sea un acto administrativo dirigido especialmente al quejoso, pero solamente se alegue violaciones a las garantías de fundamentación y motivación (artículos 14 y 16 Constitucionales), iv) que se impugne un reglamento federal, v) que el acto que se impugna se encuentre apoyado en una ley que ya ha sido declarada inconstitucional por la Suprema Corte de Justicia de la Nación mediante jurisprudencia, o se impugne la ley en sí.
Fuera de los casos señalados, una vez que el tribunal colegiado se pronuncie sobre la procedencia del juicio de amparo, el recurso de revisión será remitido a la Suprema Corte de Justicia de la Nación para que sea ésta la que resuelva sobre la constitucionalidad del acto reclamado.
Por otro lado, será procedente el recurso de revisión en contra de una sentencia emitida por un tribunal colegiado en un juicio de amparo directo únicamente cuando las sentencias resuelvan sobre la constitucionalidad de normas generales que establezcan la interpretación directa de un precepto de la Constitución Política de los Estados Unidos Mexicanos o de los derechos humanos establecidos en los tratados internacionales de los que el Estado Mexicano sea parte, u omitan decidir sobre tales cuestiones cuando hubieren sido planteadas, siempre que fijen un criterio de importancia y trascendencia.

### Recurso de queja
El recurso de queja se encuentra previsto por el artículo 97 de la Ley de Amparo y procede en contra de las determinaciones relativas a lo siguiente:
Tratándose del amparo indirecto.
- Las que admitan total o parcialmente, desechen o tengan por no presentada una demanda de amparo o su ampliación;
- Las que concedan o nieguen la suspensión de plano o la provisional;
- Las que rehúsen la admisión de fianzas o contrafianzas, admitan las que no reúnan los requisitos legales o que puedan resultar excesivas o insuficientes;
- Las que reconozcan o nieguen el carácter de tercero interesado;
- Las que se dicten durante la tramitación del juicio, o del incidente de suspensión, que no admitan expresamente el recurso de revisión y que por su naturaleza trascendental y grave puedan causar perjuicio a alguna de las partes, no reparable en la sentencia definitiva; así como las que con las mismas características se emitan después de dictada la sentencia en la audiencia constitucional;
- Las que decidan el incidente de reclamación de daños y perjuicios;
- Las que resuelvan el incidente por exceso o defecto en la ejecución del acuerdo en que se haya concedido al quejoso la suspensión provisional o definitiva del acto reclamado; y
- Las que se dicten en el incidente de cumplimiento sustituto de las sentencias de amparo.

Tratándose de actos de la autoridad responsable en el amparo directo:
- Cuando omita tramitar la demanda de amparo o lo haga indebidamente;
- Cuando no provea sobre la suspensión dentro del plazo legal, conceda o niegue ésta, rehúse la admisión de fianzas o contrafianzas, admita las que no reúnan los requisitos legales o que puedan resultar excesivas o insuficientes;
- Contra la resolución que decida el incidente de reclamación de daños y perjuicios; y
- Cuando niegue al quejoso su libertad caucional o cuando las resoluciones que dicte sobre la misma materia causen daños o perjuicios a alguno de los interesados.

El recurso de queja deberá interponerse ante el órgano jurisdiccional que conozca del juicio de amparo dentro de los siguientes cinco días, este plazo será de dos días tratándose de las determinaciones que resuelvan sobre la suspensión de plano o provisional y podrá hacerse en cualquier tiempo cuando la autoridad responsable omita dar trámite a la demanda de amparo directo.

### Recurso de reclamación
El recurso de reclamación está previsto por el artículo 104 de la Ley de Amparo y procede únicamente en contra de los acuerdos de trámite emitidos por el presidente de la Suprema Corte de Justicia de la Nación, los presidentes de sus salas o los presidentes de los tribunales colegiados. Este recurso habrá de promoverse dentro de los tres días siguientes a aquel en el que fue emitido el acuerdo impugnado y deberá ser resuelto por el pleno del órgano jurisdiccional correspondiente en un plazo de 10 días, debiendo ser ponente del asunto un magistrado diverso al presidente del tribunal.
El efecto del presente recurso es dejar sin efectos la resolución reclamada y ordenar al presidente la emisión de un nuevo acuerdo.

## Importancia
El Poder Judicial de la Federación a través del juicio de garantías controla los actos de los demás poderes y los suyos propios, e impone la supremacía de la Constitución, al privar de eficacia legal y material a los actos de autoridad que no se ajustan a los términos y al sentido de los preceptos constitucionales relativos a los derechos humanos, y en ciertos casos, por la extensión del sistema en la garantía de legalidad, controla particularmente las resoluciones de los tribunales de justicia, administrativos y del trabajo federales y locales, que no se apegan a las leyes que dichos tribunales deben aplicar en el ejercicio de sus atribuciones.
Sin embargo, al realizar el propósito indicado, el Poder Judicial Federal no se erige en superior de los demás poderes, porque aun cuando juzga a sus actos concretos y a veces puede obligarlos, en ejecución de sentencia protectora, a que ejerzan de nuevo sus atribuciones en el sentido que resulte de esa sentencia, no lo hace así como autoridad superior jerárquica, sino como autoridad jurisdiccional encargada de resolver una controversia en la cual interviene como parte la autoridad de que se trate, la que si pierde en el litigio, debe someterse al sentido del fallo.
En efecto, los jueces de amparo no son superiores jerárquicos de las autoridades responsables, no están facultados para prescribirles el sentido en que deben actuar, ni menos las órdenes concretas que deben expedir; en principio la decisión del juez de amparo no revoca ni nulifica la ley o el acto de autoridad sometido a su conocimiento, sino que la estimación de inconstitucionalidad y la consiguiente protección concedida al agraviado, tienen solamente el efecto de poner a la persona, a los bienes o a los derechos del quejoso, a salvo de la aplicación de la ley o de la ejecución del acto reclamado, sin perjuicio ninguno de que dicha ley y dicho subsistan íntegramente en sus términos, en cuanto respecta a las terceras personas que no acudieron al amparo; de esa manera, la actuación del juez constitucional no redunda en un conflicto de poderes, pues la concesión del amparo deja a la autoridad responsable en el pleno ejercicio de sus atribuciones, y si bien en un gran número de casos la obliga, cuando es administrativa, judicial o del trabajo, a dictar una nueva resolución que restituya al agraviado el uso y disfrute de su garantía que había sido violada, esa nueva resolución no obedece a la supremacía del juez de amparo, que la motiva por su fallo protector; sino directa y exclusivamente de la supremacía de la Constitución, en el sentido declarado en cada caso concreto por el órgano respectivo del Poder Judicial Federal, al que la propia Constitución ha facultado para interpretarla, pues ese es el sentido natural y jurídico de los diferentes preceptos que determinan sus atribuciones en la materia de garantías.
Además, la acción de la justicia federal, en el ámbito de las garantías no ataca el régimen federal, pues los fallos de los tribunales federales que imparten amparo contra las leyes o a los actos de autoridades locales, propiamente no invaden la soberanía del Estado al que dichas autoridades pertenecen, porque por virtud y efecto del Pacto Federativo, las soberanías de los estados quedaron limitadas en todas aquellas materias que la Constitución reservó expresamente a la Federación, de acuerdo con el sentido de su artículo 124, y el 103, fracción I, atribuye a los tribunales federales la resolución de las controversias que se susciten por leyes o actos de la autoridad que violen las garantías individuales y como ese precepto no distingue cuál sea particularmente la autoridad a que se refiere, las comprende a todas, tanto a las federales como a las locales, y aún hay que agregar que el artículo 133 previene que la Constitución es la ley suprema de la Unión, de todo lo cual se sigue que constitucionalmente las autoridades de los estados deben someterse a las resoluciones que los tribunales federales pronuncien en relación con el régimen de garantías instituido en la propia Constitución; así se ve que la intervención de los tribunales federales para controlar en un proceso judicial la actuación de las autoridades de los estados en lo que atañe a la efectividad de las garantías constitucionales, no invade en manera alguna las respectivas soberanías locales, sino que nuestro régimen federativo los autoriza expresamente a actualizar y realizar el sistema de garantías en el ámbito de las jurisdicciones locales.
A diferencia de otros sistemas jurídicos con medios de control constitucional, el juicio de amparo no anula ni deroga la ley que es impugnada y que los tribunales declaran inconstitucional, sino que el quejoso es otorgado protección en contra de dicha ley de manera particular, bajo el principio de relatividad de las sentencias (efecto inter partes). Solamente el quejoso que obtenga la protección constitucional contra el acto o ley impugnado, sin que dicha protección se pueda hacer extensiva a otras personas. Sin embargo, a través de jurisprudencia, la Suprema Corte de Justicia de la Nación al resolver los juicios de amparo en última instancia puede declarar la inconstitucionalidad de una ley, lo que obligaría a los tribunales de menor jerarquía a aplicar la jurisprudencia al resolver juicios sobre el mismo tema.